# الخاص
الخاص یک روستا در ایران است که در دهستان جیرستان واقع شده‌است. الخاص ۴۵۵ نفر جمعیت دارد.